# Songthela yunnanensis
Espèce
Synonymes
- Heptathela yunnanensis Song & Haupt, 1984

Songthela yunnanensis est une espèce d'araignées mésothèles de la famille des Liphistiidae.

## Distribution
Cette espèce est endémique du Yunnan en Chine,. Elle se rencontre vers Kunming.

## Systématique et taxinomie
Cette espèce a été décrite sous le protonyme Heptathela yunnanensis par Song et Haupt en 1984. Elle est placée dans le genre Abcathela par Ono en 2000 puis dans le genre Songthela par Xu, Liu, Chen, Ono, Li et Kuntner en 2015.

## Étymologie
Son nom d'espèce, composé de yunnan et du suffixe latin -ensis, « qui vit dans, qui habite », lui a été donné en référence au lieu de sa découverte, le Yunnan.

## Publication originale
- Song & Haupt, 1984 : « Comparative morphology and phylogeny of liphistiomorph spiders (Araneae: Mesothelae). 2. Revision of new Chinese heptathelid species. » Verhandlungen des Naturwissenschaftliche Verein in Hamburg, vol. 27, p. 443-451.